# Lamponina
Lamponina is een geslacht van spinnen uit de  familie van de Lamponidae.

## Soorten
- Lamponina asperrima (Hickman, 1950)
- Lamponina elongata Platnick, 2000
- Lamponina isa Platnick, 2000
- Lamponina kakadu Platnick, 2000
- Lamponina loftia Platnick, 2000
- Lamponina scutata (Strand, 1913)